# Megaselia dupliciseta
Megaselia dupliciseta är en tvåvingeart som beskrevs av Bridarolli 1937. Megaselia dupliciseta ingår i släktet Megaselia och familjen puckelflugor. Inga underarter finns listade i Catalogue of Life.